# Sabuceda (Boiro)
Sabuceda es una aldea española situada en la parroquia de Cures, del municipio de Boiro, en la provincia de La Coruña, Galicia.

## Demografía
| Gráfica de evolución demográfica de Sabuceda entre 2000 y 2018 |
|                                                                |
| Datos según el nomenclátor publicado por el INE.               |